# Casa Isidre Fochs
La Casa Isidre Fochs és una obra eclèctica de Sabadell (Vallès Occidental) protegida com a Bé Cultural d'Interès Local.

## Descripció
Casa bifamiliar, entre mitgeres, de planta baixa, dos pisos i pati posterior. La composició de la façana és simètrica, presenta estucat i està decorada amb elements de pedra. Les obertures són de punt rodó i en els dos pisos donen a balcó amb barana de ferro forjat.